# ティアーズ・トゥ・ティアラ 花冠の大地
『ティアーズ・トゥ・ティアラ 花冠の大地』（ティアーズ・トゥ・ティアラ かかんのだいち、Tears to Tiara 花冠の大地、Tears to Tiara: Earth's Wreath）は、アクアプラスより発売されたPlayStation 3、PlayStation Portable用のアドベンチャー+シミュレーションRPGおよびこれを題材にした漫画作品。2009年4月から9月までテレビアニメが放送された。
後に外伝の『ティアーズ・トゥ・ティアラ外伝 -アヴァロンの謎-』が2009年9月17日にPS3で発売され、それに先駆ける形で2009年7月16日に本編の廉価版が再リリースされた。
また、本作の続編となる『ティアーズ・トゥ・ティアラII 覇王の末裔』が、2013年10月31日にPS3で発売された。

## 概要
ファンタジー世界を舞台とし、剣と魔法を駆使しストーリーを進める「シミュレーションRPG」。
LeafよりPC用（Windows用）として発売された『Tears to Tiara』のリメイク作品でストーリーの主軸と登場人物が一致している他は、キャラクターデザイン・シナリオ・システム・声優などが大幅に一新され一般向け移植に止まらない作品となっている。
2008年発売のPS3版ではゲーム中にフリーズする不具合が確認され、回避方法が提示されるとともに、同年10月3日にはVer1.01へのアップデートが公開されている。
PS3版の廉価版（AQUAPRICE2800）では修正済みとなっており、セーブデータとゲームデータが異なる（COMPLETE BEST表記）。
2010年にはPSP版が発売。アドベンチャーパートは同じだが、戦闘パートのグラフィックがPS3版とは異なり、3Dではなく、同社発売の『うたわれるもの』に近い2Dのグラフィックとなっている（必殺技使用時、また、物語の重要な場面などではPS3版のグラフィックを用いたムービーが流れ、メリハリのある内容に）。戦闘終了後のリザルト画面に4段階（C,B,A,S）で戦闘の評価が表示されるようになったほか、PS3版には存在しない難易度「DEVIL」がゲームクリア後に追加される。
2013年5月30日よりPlayStation Storeにて、続編（外伝）である『アヴァロンの謎』と同時にPSP版（DL版）の配信が開始された。
PS3版、PSP版共に、ゲームクリア後のセーブデータをロードすることで、アイテムを引き継いで最初から始めることができる。
また、今作の特徴としてタイトル画面のCGとBGMを自分好みに設定、変更できる「タイトル登録」機能がある（ゲームを進行させたうえで確認したことのあるものに限り、CGのみ一部設定不可のものも存在）。

## 登場人物

### 主要人物
アロウン
声：大川透
本作の主人公。永きにわたる眠りから目覚めた「魔王」。伝説上の存在であり、漆黒の衣の奥に、多くの謎を秘めている。錆びついた赤の剣『エドラム』が愛剣。復活後、アルサルがアロウンに対して敵意を示したために、それを阻止すべく、リアンノンが「魔王様のお嫁さんになります」と宣言、族長の証とされる赤のスカーフを首に巻き付けたため、なし崩し的にアルサル達の「族長」となり、以後は共に行動することとなる。普段から何かと感情的になりがちなアルサルとは対照的に、物事を冷静に分析し、客観的に見極める事のできる観察眼を持っており、周囲から一目置かれている。神聖な金属、エレクトラム（琥珀金）の傷に対しては致命的で、過去にエレクトラムの傷を受け命を落とし数千年の長い眠りについた。リアンノンの心と強く結びついており、遠く離れていても彼女の状態を知る事ができる。また、彼女の心に呼びかける事も可能（その際には瞑想が必要）。好きな言葉は「王道」であり、アルサルを王の座へ導かんとし、行動している。
その正体は、妖精族を治めるアヴァロン城の主で、『白の精霊』。天上の12精霊の中で存在するはずのない、忌まわしいとされる13番目の精霊だった。ミルディンの補佐として準精霊の地位にいたが、ミルディンが消滅したため、準精霊から12精霊へと格上げされる。しかし、12精霊の一員として行動をしているうちに他の精霊達の惨い行いを知り、ミルディンの跡を継ぐことを決意。天上世界との闘いを開始することを宣言し、堕天。12精霊のメンバーから抜けた事で、変革がなされ漆黒の姿となる。その為、他の12精霊からは『永遠の裏切り者』と蔑まれる。真名は『ルキフェル』。神聖魔法を使用することもできるが、変革がなされた姿の状態では身を焼かれるほどの痛みを伴う。血縁関係はないがミルディンの息子。妖精王プィルとは戦友、親友であり、プリムラの名付け親でもある。
妖精族を天上の支配から解放した「英雄」であるため、後述のヒロインであるスィールやラスティをはじめとして、妖精族の皆から好意を、それと同時に尊敬と畏怖の念も持たれているが、実際に本人を目の当たりにした際、イメージとの違いに落胆するケースもある。
新たにヒロインが登場する度、求婚紛いの行為を知らず知らずのうちにしていたため、妻が複数人存在する状態が続いてしまい、頭を悩ませていたが、物語が進むにつれて、リアンノンとの絆を再認識していき、他のヒロインとは一線を引いている。
戦後は、プィル（ミルディン）の石碑の前にて『エドラム』を封印。夕日に想いを馳せつつ、天上との新たな戦いが始まるその時まで、平和が続くことを願い、物語は一端、幕を下ろす。
リアンノン
声：後藤邑子
本作のヒロイン。アルサルの妹。妖精王プィルの直系で、プリムラの子孫。そのため治癒能力にも優れている（強く魔力を受け継いだのはリアンノンのみで、アルサルには素養はなかったとされる）。予言の力に秀でている巫女で、ゲール族の前族長の娘。アルサルの次に兵を動かせる「戦闘指揮官」でもあり、アロウンが負傷しアルサルが行方知れずの間は、アロウンの代わりに彼女が指揮を執った。数奇な運命の出会いで、アロウンの心と強く結びついており、彼の妻を自称。邪険に扱われながらも一途に尽くす。求婚紛いの行為をされたヒロインが現れるたびに怨嗟の声を上げ、アロウンを恨んでいたりもしたが、最終的にはお互いの気持ちを再認識し合い、結びつきはさらに強いものとなった。花が大好き。
自分の中に眠る強い力を恐れていたが、プリムラの導きにより、その力を解放。『力の言葉』を見事に発動させ、メルカディスを滅ぼした。
戦後は、アロウンの側に寄り添い、共に平和な世界を願う姿が見られる。
アルサル
声：石井真、柏木美優（幼少期）
リアンノンの兄で、ゲール族の一の戦士。主席狩人。誓約を重んじる、熱く、真っ直ぐな性格で、何かと感情的で先走りがちである。アロウンが族長となるまでは、一の戦士としてゲール族の戦士団を率いていた。妹であるリアンノンの面倒を幼い頃から見てきたため、兄であると同時に親のような存在でもあり、溺愛が激しくシスコンの気も見受けられる。リアンノンの衣服はアルサルの手作りであるとされ、裁縫の腕を披露した際には、商人であるエポナをはじめとして、皆に驚かれた（ただしリアンノンが使用するもの以外となるとからっきし）。妖精王プィルの直系ではあるが、プィル（プェル・小僧）と呼ばれる事を嫌う。また父親の仇として白の精霊を憎んでいる。船に弱く、すぐ船酔いする。アロウンの導きから始まり、数々の戦いを経て人間的に大きく成長。後に『ペン・ドラゴン（竜王）』の称号を与えられる。物語終盤、ゴルセズ・アロウンにて、神殺しの黒の剣『ダーンウィン』の封印を解き放ち、プィルの意志を受け継ぐ（それに共鳴して、兄弟剣であるエドラムも本来の力を取り戻した）。その後、空中庭園での戦いにて、父の仇であることが判明したレクトールを消滅させること事に成功、リアンノンと共に喜びを分かち合った。
戦後は、名実共に古代王国アルビオンの後継者となり、『新王国』を開く。
オガム
声：秋元羊介
大賢者。アロウンの古くからの友人で、良き理解者。彼の守り刀を自認し、参謀を務める。策士として戦略に優れ、妖精族や古の事に詳しくチームの知恵袋的な存在となっている。鉱山妖精であるラスティに腕相撲で勝利してしまうほど腕力も強い。治癒能力にも優れ、アロウンの致命的となるエレクトラムの傷は彼にしか治癒は出来ない（エレクトラム治癒効果は軽症のみとなるため、重症を負った症状には効果はない）。リムリスやエルミンの知人でもある。温厚で笑い上戸。
正体は竜族で、古の過去、二つの月が存在する黄金の時代に起きた『真昼の月』の突如の落下により、大陸と共に全滅した一族の最後の生き残り。普段の姿は仮の姿で、真の姿は『世界創世の炎』を操る巨大な竜。その力は絶大であるが、一度変身してしまうと、しばらくは変身できなくなるとされる。古の時代からミルディンとも親しく、プィルからは「参謀長」と呼ばれていた。プリムラに勉強を教えていた際、飴細工を作ってあげるなどお茶目な一面も。
戦後は、ラスティの製作した新王国建国記念コインを見て、満足げな表情でいる姿が見られる。
モルガン
声：中原麻衣
ゲール族の次席狩人。アルサル、リアンノンとは幼なじみ。アルサルとは何かにつけて張り合う仲。リアンノンからは「モーちゃん」と呼ばれるが、連呼された際に「あたしは牛じゃない」と反論する場面も。あっけらかんとした性格で、酒癖が悪い。弓の名手で、ショートソードを扱う腕も優れている。女傑。紆余曲折あり結果的にアロウンに命を救われた結果、朝も昼も晩もアロウンに尽くすと言い「妻2号」を名乗る。正反対の性格ではあるものの、数々の戦いを通じてオクタヴィアと信頼を深めていき、戦友、親友となった。アヴァロン攻防戦の最中、二人揃って「最強の女戦士」であることを宣言する。それに伴い、物語が進むにつれて「妻2号」は影を潜めていき、彼女の方に懐いていった。幼少の頃に大病で死にかけたことがあるが、赤枝（珊瑚）を煎じた薬を飲んだことによって一命をとりとめている。後に、お揃いの珊瑚のアクセサリーをオクタヴィアからプレゼントされた。
戦後は、元気に狩りを続けている様子が見られ、オクタヴィアに狩り化粧をしようと追い掛け回していた。
スィール
声：名塚佳織
アロウンにお勤めするアザラシ妖精。水辺の妖精とも呼ばれる。世間知らずで、天然ドジの泣き虫娘、そして悲観主義者。故郷に帰るために必要な「アザラシの毛皮」が、アロウンとリアンノンがその事を知らずに燃やしてしまった事で、アザラシ妖精のしきたり（毛皮を奪った男の元へ嫁ぐ）として3人目の妻となる。牛の乳搾りが苦手で、すぐに牛を怒らせてしまう。その他にも物事を失敗するたびに「私ってば不幸です」が口癖になっており、周囲の同情を誘っている。感受性が強く周囲の異様な感覚を感じ取る事が出来る。武器は三叉の槍で、水と氷を操る攻撃魔法も得意。拳闘大会で水辺の生物繋がりでカニに賭けた結果、全財産を失ったため、エポナに「といち」で借金をしてしまう。アロウンに対しての気持ちは「憧れ」の延長線といった所に落ち着いている。
戦後は、借金を返済するべく、そのままエポナの店で働いている。
ラスティ
声：植田佳奈
鉱山妖精。かつての大戦で活躍した一族の出身なのだが、勇敢ではなく臆病者に見える。巨大ハンマーを自在に操る怪力の持ち主で、地面の粉砕攻撃が得意。地面を掘るのも得意で、帝国軍との戦いに一役買っている。スィールをパートナーとして戦う事が多い。武器や防具などの鉄鋼技術に優れているが、本人は金物の修理が好みのようで、アロウンには「誇り高い鉱山妖精なのだから、金物ではなく武器を作れ」と呆れられている。スィール同様、アロウンに対しては、憧れと畏怖の気持ちが強いようである。
戦後は、新王国建国記念コインの鋳造に従事している。
スラティ
声：植田佳奈
ラスティがメガネ（ゴーグル）を装着したことで生まれるもう一人のラスティ（人格）で、威勢の良い兄貴といった語り口調へ変わる。アニメ版には登場せず、ゲーム本編中でも、なぜラスティという人格が生まれたのか、そのきっかけはなんなのかなど、一切明かされることはなかったため、詳細は不明。
オクタヴィア
声：田中理恵
帝国の女剣士。モルガンとは親友同士。代々帝国騎士を輩出した貴族、アウレリア家の娘。戦いに関しては冷静沈着だが、それ以外の事にはどこか抜けていたりする。かつて父親が帝国に楯突いた事で、家族が帝国に殺された過去を持っていたが、全ては帝国の上の者が原因だと思い、帝国の上の者の考えを変えるため、帝国兵として上の者に近づいた。ブブルクスの直属の部下だったが、彼の下劣なやり方に嫌気がさし反旗を翻す事となった。その後、ライバル関係にあるリディアに捕まるが、前線基地に忍び込んでいたアロウンに救い出される。救い出された当初は片意地を張っていたが、リアンノンや妖精達の優しさに触れたこと、アルサルと剣を交えて和解したことなどをきっかけとして、ゲール族と命運を共にする事を誓った。コナルとエリルの剣の師匠。アロウンとの関係は、モルガンとの良好な関係を築けたことがきっかけとなってか、そのまま有耶無耶となった。
アニメ版では愛用している剣が実の兄の形見であることが判明、リディアとの過去の回想が追加されるなど、更なるキャラクターの掘り下げが行われている。
戦後は、剣の師匠として、モルガンの親友として、アヴァロンでの生活を満喫している様子が窺える。
タリエシン
声：坪井智浩
さすらいの吟遊詩人で、竪琴弾き。アルサルとは親友同士。普段の振舞いから『ヘボ詩人』呼ばわりをされるが、本質は穏やかで心優しく、芯の通った青年であり、村を守る為ならば非情にもなる。帝国と親交がありガイウスとは顔馴染みではあるが、帝国を敵に回す事を恐れている。正体はブリガンテス族で、先代の族長の息子にして次期継承者。しかし現時点では族長ではない（「次期の族長となると獣（けだもの）の餌食となる」という不吉な呪われた予言のせいで、族長となるのを避けていたため）。その後、誓約の過ちに気づいたアルサルの話を聞き、自分にも過ちがあった事を気づかされアルサルと共に戦う事を誓う。その後、ゴルメスの軍勢から仲間達を守るため、コーラス山にて『初源の歌』を歌い、雪崩と共に命を絶ったと思われたが、竜族達に救われたため、呪われた予言は覆されることとなった。弓をはじめとして、剣士としての腕も優れている。幼い頃にエポナと会った事があり、彼女の歌声が吟遊詩人を志すきっかけとなる。
戦後は宮廷楽士となり、各地を放浪しながら詩を作っている。その傍らにはベビードラゴンの姿もあった。
また、ゲーム本編クリア後にミュージックモードを選ぶと、エポナと再会するエピソードを見ることができる。
ベビードラゴン
コーラス山の洞窟奥にある、竜族の墓場で知り合った黄色の雌竜。卵から孵化した時点で、その場に居たタリエシンを見て以来、彼を親（彼氏？）だと思っている。『初源の歌』の影響で起きた雪崩に巻き込まれたタリエシンの命を、他の竜族と共に救った。
戦後はタリエシンに寄り添っている姿が見られるが、オガム曰く「タリエシンが従者」とのことで、実は呪われた予言が的中しているのでは、とタリエシンは頭を悩ませた。

### ゲール族
古代王国崩壊後、ブリガンテス族から別れてエリン島に移り住んだ一族。そのためブリガンテス族とゲール族は血の繋がりがあり、兄弟のようなものである。アロウン達と同行する事が多く、比較的に出番が多い（コナルとエリル以外はアニメ版のみの登場）。
ラードゥ
声：四宮豪
ゲール戦士団のサブリーダー。アルサルの右腕的な存在で、仲間と共に狩を生業としている。
セイシル
声：石上裕一
ゲール戦士団の一人。巨漢の男。顔に傷跡が特徴。ラードゥのサポートを務める。
テンペスタ
声：逢坂力
ゲール戦士団の一人。バンダナと口元のヒゲが特徴。
エディス
声：宮坂俊蔵
ゲール戦士団の一人。青年剣士。四人の中では最年少メンバー。
コナル
声：名塚佳織
ゲール族の子供で、男の子。オクタヴィアの弟子で、彼女に懐いている。エリルとは兄妹のような仲。
エリル
声：田代有紀
ゲール族の子供で、女の子。オクタヴィアの弟子で、彼女に懐いている。コナルとは兄妹のような仲。
ユレバ
声：三宅華也
ゲール族の子供で、男の子。帝国のドルウク司祭に人質としてつかまるが、リアンノンに助けられる。
フウレ
声：阿澄佳奈
ゲール族の子供で、女の子。帝国のドルウク司祭に人質としてつかまるが、リアンノンに助けられる。

### 妖精族
リムリス
声：小清水亜美
家つき妖精。長きに渡りアヴァロン城を守護していた一人で、封印が解かれる前から奉公に上がっていた。髪型は茶色のセミロング。家事万端をそつなくこなし、特に料理が得意で、アップルパイが自慢。お茶会をするのが大好きで、ハーブティーにはとても詳しく、バラ園の手入れもしている。エルミンとは姉妹同様に仲が良い。戦いに向いていないためエルミンと共に留守を守っている。アルサルに妖精王プィルの面影を見出し、心惹かれている描写が存在したが、本編中で仲が進展することはなかった。刺激の強い出来事があると硬直してしまう場面も。
エルミン
声：清水愛
見習いの家つき妖精。妖精族にとって伝説の英雄であるアロウンに憧れている。髪型はピンクのツインテール。リムリスを姉のように慕っている。焼きリンゴが得意で、子供達に本を読んで聞かせるのが好き。過去の大戦の本質を一番理解していたとされ、『尊厳』と『誇り』をくれたことをアロウンに感謝した。絵を描くのが下手ではあるものの、アロウン達の戦いを絵本にしてまとめている。
エポナ
声：浅井清己
道具屋「グッドピープルズ（良い人たち）」に勤める妖精。アヴァロンにアロウンがやってくるまでは各地を行商していたらしく、面識がなかった事で、留守の間に店に入ったアロウンを泥棒と勘違いした。結界魔法（妖精魔法）が得意。タリエシンとは昔会った事があるが、本人は気づいていなかった。また、彼女の歌声は、タリエシンが吟遊詩人になるきっかけとなっており、歌声に関しては美声の持ち主。物語終盤、『初源の歌』を奏でたタリエシンに、賞賛の感情を吐露し、涙した。

### 神聖帝国
レクトール
声：うえだゆうじ
神聖帝国皇帝に仕える大神迩官。その正体は、世界を創造した天上の12精霊（白の精霊）の一人。凄まじい魔力を有しており『純白のレクトール』と呼ばれる異名を持つ。『死』を恐怖する皇帝に「占星術師」という触れ込みで取り入り、やがて傀儡とした。その後も皇帝が死亡したことを欺き、影で帝国を操っていた。アルサルの父親を殺した張本人で、アルサルの記憶を弄り、父の仇の相手をアロウンにすり替えることでアロウンの殺害を目論む。性格は完璧を求めすぎるあまりに、慢心しきって破綻しており、頬に傷をつけられただけで狂気的に激昂するほど。空中庭園の庭師を自称し、美しい白の花が咲き乱れる庭園を創り上げているが、ダーンウィンの力によって映し出された、本来の風景は「白骨の庭園」であった。レクトール曰く「白く灼かれこれ以上変化することがなく、安定と調和がここにある、真の楽園の姿」とのこと。最期はアルサル達の手により消滅させられるが、メルカディスの封印を解くという露骨な置き土産を残していった。
元老院議員
声：四宮豪 / 宮坂俊蔵 / 石上裕一 / 逢坂力
帝国の上層部たる存在で、数人で構成されている。物語の後半で、レクトールにより数人殺害された。顔はフードやシルエットなどで隠れているため、基本的に素顔は見えない。ガイウス曰く「欲と権力に塗れたジジイ共」。
帝国皇帝
物語開始時点では既に故人。若い頃は『賢帝』と称されるほどの人物だったが、老いていくうちに『死』に対して恐怖を感じるようになり、ありとあらゆる延命術を試すようになるなど、その心の闇をレクトールに付け込まれる。その後は文字通り傀儡と化し、言われるがままに帝国を『神聖帝国』へと改名。延命施設などと称して『パラディウムの塔』を建設するなどしてしまう。物語終盤、塔の空中庭園でミイラとなった姿をアルサル達に発見される。
デラトール
声：逢坂力
元老院直属の部下で、隠密行動に優れている。アロウンやガイウスの様子を探っていた。当のアロウンは、監視されていることに気がついていたため、見張られている時にだけ、わざと間抜けな人物のふりをしていた。アロウンの策略だと気づかず狩猟と酒盛りに精を出すアロウンの姿を元老院に報告してしまったため、結果的に元老院に対するガイウスの心証を損ねてしまう。蛮族に苦戦した末に数度の増援要請に加え辺境に多数の兵を集めたことで謀反の兆候と判断され、元老院最終勧告を出される一歩手前という状況に追いやられたガイウスによって殺害される。なお、デラトールとは本人の名前ではなく、監視員の名称。
ガイウス
声：浜田賢二
帝国元老院議員にして、準執政官。アルビオン方面遠征軍の総司令官。自分の身の丈ほどもある大剣の使い手。古き良き帝国の伝統を愛しており、神聖帝国へと変貌した帝国のあり方には懐疑的で、毛嫌いしている。己の野心と理想のため、アロウンを倒し王となり皇帝の座を奪う事を望んでおり、本人曰く「ささやかな野望」とのこと。普段は気さくで、部下を思いやる優しい心を持っており、副官を始めとしてその信頼は厚い。帝国の捕虜となったリアンノンと心を通わせ、その後、アヴァロン攻防戦にて敗れた際、時と場所が許せば、お互いに分かりあう事ができたであろう事、自分が求めた世界の在り方を探し、見つけて欲しいという想いをアロウンとアルサルに託し、息絶える。
デキムス
声：羽多野渉
ガイウス直属の部下で、副官。とても礼儀正しい青年。ガイウスに心酔しており、同じ道を歩むことを望んでいる。アヴァロン攻防戦の最中、自分のしている事は正義なのかと思い悩む。ガイウス亡き後は、アロウン達と手を組み帝国の情報を提供している。
リディア
声：沢城みゆき
神聖帝国元老院監察局直属、治安維持部隊『ルブルム』の司令官。情報収集や各種工作活動そして帝国内の不満分子を粛清も行う特殊部隊で、真紅の甲冑が特徴。名門の帝国貴族の出。高貴でプライドの高い武人だが、帝国の秩序を乱す者には容赦しない。かつてオクタヴィアとは姉妹同然に仲が良かったが、本堂での対抗試合でオクタヴィアと手合わせし、打ち負かされる。その際、自分に止めを刺さなかったオクタヴィアに、生き恥を晒されたと思い、憎悪する。それをきっかけに残忍な性格へと変貌した。アヴァロンでの決戦後、城壁の瓦礫の下敷きとなり死亡する。本心ではオクタヴィアをライバルとして認め、歪んだ恋心を抱いている。
アニメ版ではオクタヴィアと再び一騎討ちを行い、息絶える。
リディアの副官
声：金光宣明
名前は不明。リディア直属の部下。男性。顔は兜で隠れているため素顔は確認できない。
ブブルクス
声：加藤将之
第三ラバスク軍団、第一辺境警備大隊の隊長。オクタヴィアの上司。自己中心的で大胆不敵な性格。自らの手柄の為ならば無謀な行動や、仲間の犠牲も厭わない下劣な男。冷静沈着なオクタヴィアとは反りが合わず、彼女を見下す言動がほとんどだった。自分の行いを密告された事で、逆恨みをし、拳闘大会で、卑怯な手を使いオクタヴィアを追い詰める。その際、助太刀としてモルガンが参加した事で、形勢逆転し、オクタヴィアに手傷を負わされ敗北する。
ドルウク
声：楠見尚己
神聖帝国首席司祭。ずる賢く、自己中心的な性格。人質を取る事で、相手の力を封じる姑息な手を使うことも辞さない。自らの野望（赤鉄の時代を終わらせる）のために、世界に混乱と破滅を招く存在である魔王の復活を企んでおり、その生贄として、神託の巫女であるリアンノンを連れ去るが、復活したアロウンの手により葬られる。
アニメ版では、グラヴィタスの力を使い、醜い巨大モンスターへと変貌を遂げるが、アロウン達にオベリスクを、スィール達に復活の大釜を破壊された事で、力を失いアルサルに止めを刺され消滅する。

### 古の過去の人物
プィル
声：石井真
物語開始時点では既に故人。真名は『レギアス』。妖精族の王であり剣士。アルサルとリアンノンの祖先。アロウンとは古の大戦争で戦った戦友。アロウンと出会った当初はアルサルと似た誓約と責務を重んじる性格であったが、アロウンの叱責と説得により己の愚かさを認め、そしてアロウンと同じ道を行く事を決める。その際、神殺しの黒の剣『ダーンウィン』をアロウンから譲り受ける。アロウンが長い眠りについた後は、天命を全うするまで地上世界の復興に尽力したとされる。その後もアルサルの体（意識）の一部として行動を共にし彼を影から見守っていた（アルサル本人はその事に気づいていない）。全てが終わった後は、妖精王の称号「ペン・ドラゴン」をアロウンからアルサルに授けてほしいと託し、2人の姿を見届けると姿を消した。
プリムラ
声：後藤邑子
物語開始時点では既に故人。人間族の少女で、現在の人間族の祖となった一人。特にアロウンに懐いており、彼の人生を大きく左右した人物でもある。リアンノンの先祖。「氷河期」とされてしまった地上で、ミルディンによって救われ、『火』と『言葉』を授けられる。一時、12の精霊の取り決めにより感情が修正されてしまい、操り人形と化していたが、堕天したアロウンによって天上の制約が断ち切られ、本来の感情を取り戻すことができた。アロウンが長い眠りについた後はプィルと共に暮らしていたようで、リアンノンが人間と妖精の血を引いていることから、劇中で明言はされていないが可能性がある。天命を全うした後は、リアンノンを影から見守り、時には彼女の心に語りかけ導いた。彼女の名付け親はアロウン。花が大好き。
ミルディン
声：小形満
物語開始時点では既に故人。真名は『メルリヌス』。天上の12精霊（白の精霊）の中でも有力な一人。血縁関係はないが、アロウンの父。真名である『ルキフェル』の名付け親であり、彼を地上世界の方法で育てる。他の白の精霊とは違い、温厚で慈悲深く、とても優しいが、彼だけがそのような性格でいられた理由は不明である。アロウンに12の精霊の取り決めよりも、人間の、生物の命の尊さを教え、「何になるかではなく、何をなすか」という言葉を残し、アロウンに大きな影響を与えた。精霊は心・精神が容姿を形作るとされており、反対はしたものの、自身が望まない種族の絶滅に加担することなどを繰り返すうちに、急速に容姿が衰えていった。プリムラを助けるために、禁忌である『火』の扱い方を教え、言葉を口にする大切さを説いた後『初源の歌』を歌う。その際に魔力を使い果たし消滅してしまったが、世界には『春』が訪れた。
白の精霊
声：中村秀利 / 梅津秀行 / 四宮豪 / 逢坂力
世界を創造した天上の12精霊（白の精霊）。アロウンの元上司にあたる。12の精霊の取り決めとして下界の生物の自由を奪い感情を制限していた。人間の子供でも容赦なく感情を修正してしまう非情で惨い性格をしている。自分達が生み出した生命を虫けらか、それ以下としか思っておらず、滅ぼすことに何のためらいもない。その理由は、自分達が生み出した者達が自分達を超えた存在になる事を恐れていたためだった。
ウァトス
声：なし
白の精霊をも生み出したとされ、彼らから絶対神として崇められる存在。劇中での説明が全くないため詳細は不明である。

### その他
クレオン
声：樫井笙人
神聖帝国直轄統治都市、ロンディニウムの市長で、拳闘大会の主宰者。神聖帝国の神官であるという裏の顔があり、魔法と秘術の神髄を求める野望を持つ。そのため数々の卑劣な陰謀に荷担している。
メルカディス
神の戦車と呼ばれる、天上世界の絶対殲滅兵器。古の大戦で、多くの都市を焼き払い、地上を汚染し、そしてアロウンの命を奪った。リアンノンの『力の言葉』によって弱体化させられ、アロウンをはじめとした皆の手で完全に破壊される。
アニメ版ではレクトールを取り込み、超巨大モンスターへと変貌。エレクトラム砲で山を消し飛ばす、巨大な触手で蹂躙するなどの芸当を見せるが、こちらはゲームとは違い『力の言葉』によって消滅寸前まで追い込まれ、むき出しとなったレクトールにアルサルの手で止めが刺されたことで、終止符が打たれた。

## ゲーム

### スタッフ
- 原案・世界設定・シナリオ：まるいたけし
- キャラクターデザイン：なかむらたけし・甘露樹
- オープニングアニメーション：STUDIO 4℃（同社にとって、いわゆるギャルゲーのオープニングムービーの担当は、本作が初である）
  - オープニングアニメーションディレクター：宮崎なぎさ
  - アニメーションキャラクターデザイン・作画監督：林明美
- チュートリアルナレーション：小清水亜美

### 主題歌
オープニングテーマ「haunting melody」
作詞：須谷尚子、作曲：衣笠道雄、歌：Suara
挿入歌「Tears to Tiara -凱歌-」
作詞・作曲・編曲：豆田将、訳詞：Naoko.O、歌：D.Terada
挿入歌「Until」
作詞・作曲：未海、編曲：豆田将、歌：上原れな
エンディングテーマ「memory」
作詞：須谷尚子、作曲：下川直哉、編曲：衣笠道雄、歌：Suara
エンディングテーマ「memory（英語バージョン）」
作詞：須谷尚子、作曲：下川直哉、編曲：衣笠道雄、歌：Suara
※難易度「HARD」でクリアした場合、スタッフロールの字幕と共に英語バージョンに変化

## テレビアニメ
2007年12月2日にパシフィコ横浜にて開催されたイベント『アクアプラスフェスタ2007』にて、テレビアニメ版の制作が発表された。PS3版移植が決まった時点で既にアニメ化の構想が浮上していたとのことである。テレビアニメ版『うたわれるもの』を手掛けたメインスタッフが参加。2009年4月から9月まで『ティアーズ・トゥ・ティアラ』のタイトルで放送された。全26話。なお、ゲームクリア特典としてPS3版のスタートメニューのEXTRAにてテレビアニメ版の映像を一部視聴することが出来る。
アニメ放送後にBD、DVDが発売され、さらにその後BD-BOXも発売された。BD-BOXのディスク構成やブックレットの内容のほとんどは単品版と同じであるが、ブックレットにはゲーム版シナリオライターのまるいたけしによるコメントが新規収録されている。なお、未ネットであった中京圏でもBD、DVD、BD-BOXは発売している。

### スタッフ（アニメ）
- 原作 - アクアプラス[2]
- 監督 - 小林智樹[2]
- シリーズ構成 - 待田堂子[2]
- キャラクターデザイン・総作画監督 - 中田正彦[2]
- プロップデザイン - 池上太郎
- 美術監督 - 保木いずみ[2]
- 色彩設計 - 佐藤美由紀
- 撮影監督 - 設楽希
- 編集 - 後田良樹
- 音響監督 - 明田川進
- 音楽 - 服部隆之[2]
- 音楽制作 - ランティス[2]
- プロデューサー - 望月雄太郎、大島靖、小池克実、福良啓
- アニメーションプロデューサー - 岩佐がく
- アニメーション制作 - WHITE FOX[2]
- 製作 - T3WORKS（ポニーキャニオン、博報堂DYメディアパートナーズ、ショウゲート、ドワンゴ、グッドスマイルカンパニー、ブシロード、ムービック、ランティス）

### 主題歌（アニメ）
オープニングテーマ「Free and Dream」（第1話 - 第25話）
作詞 - 須谷尚子 / 作曲 - 下川直哉 / 編曲 - 衣笠道雄 / 歌 - Suara（フィックスレコード）
エンディングテーマ
「Blue sky,True sky」（第1話 - 第18話）
作詞 - 畑亜貴 / 作編曲 - 柘植敏道 / 歌 - 結城アイラ（ランティス）
「Weeping alone」（第19話 - 第25話）
作詞 - 畑亜貴 / 作編曲 - 末廣健一郎 / 歌 - 結城アイラ（ランティス）
「memory」（第26話）
作詞 - 須谷尚子 / 作曲 - 下川直哉 / 編曲 - 衣笠道雄 / 歌 - Suara（フィックスレコード）
挿入歌「Until」（第17話）
作詞・作曲 - 未海 / 編曲 - 豆田将 / 歌 - 上原れな

### 各話リスト
| 話数 | サブタイトル   | 脚本     | 絵コンテ     | 演出             | 作画監督                   |
| ---- | -------------- | -------- | ------------ | ---------------- | -------------------------- |
| 1    | 魔王復活       | 待田堂子 | 小林智樹     | 小林智樹         | 中田正彦                   |
| 2    | 誓約の民       | 田村竜   | 池上太郎     | 池上太郎         | 池上太郎                   |
| 3    | 旅立ち         | 宮下義浩 | 田中基樹     | きみやしげる     | 田中基樹                   |
| 4    | アヴァロン     | 眞島浩一 | 田中雄一     | 中村和久         | 中村和久                   |
| 5    | ロンディニウム | 待田堂子 | 園田雅裕     | きみやしげる     | 塩川貴史                   |
| 6    | 非情の谷       | 待田堂子 | 大畑清隆     | 鈴木利正         | 中田正彦                   |
| 7    | コロッセオ     | 田村竜   | きみやしげる | きみやしげる     | 田中基樹                   |
| 8    | ルブルム       | 待田堂子 | サトウシンジ | 中村和久         | 中村和久                   |
| 9    | 襲撃           | 眞島浩一 | 鈴木利正     | 鈴木利正         | 徳田夢之介                 |
| 10   | 気高き剣士     | 長津晴子 | きみやしげる | 小林公二         | 池上太郎                   |
| 11   | 鎮魂歌         | 長津晴子 | サトウシンジ | 渡辺正彦         | 田中基樹                   |
| 12   | 帝国の脅威     | 眞島浩一 | 小林智樹     | きみやしげる     | 深澤謙二                   |
| 13   | ブリガンテス   | 眞島浩一 | 鈴木利正     | まつもとよしひさ | 又賀大介                   |
| 14   | 白の精霊       | 田村竜   | 細田直人     | 細田直人         | 中村和久                   |
| 15   | カンディド     | 待田堂子 | きみやしげる | きみやしげる     | 中田正彦                   |
| 16   | 戦う理由       | 長津晴子 | サトウシンジ | 田中基樹         | 田中基樹                   |
| 17   | 友のために     | 眞島浩一 | 鈴木利正     | まつもとよしひさ | 池上太郎                   |
| 18   | 帰還           | 田村竜   | サトウシンジ | 中村和久         | 中村和久 二宮壮史          |
| 19   | 夜の子供       | 待田堂子 | 井硲清高     | 筑豊太郎         | 長谷川亨雄                 |
| 20   | ルキフェル     | 長津晴子 | 小林智樹     | 中村和久         | 中村和久                   |
| 21   | 初源の歌       | 眞島浩一 | 小林智樹     | まつもとよしひさ | 又賀大介                   |
| 22   | ダーンウィン   | 田村竜   | きみやしげる | 小林孝志         | 池上太郎                   |
| 23   | パラディウム   | 長津晴子 | 増井壮一     | 小林公二         | 吉田伊久雄                 |
| 24   | グラヴィタス   | 眞島浩一 | サトウシンジ | サトウシンジ     | 田中基樹                   |
| 25   | メルカディス   | 田村竜   | 井硲清高     | まつもとよしひさ | 中村和久 池上太郎 中澤勇一 |
| 26   | 力の言葉       | 待田堂子 | 小林智樹     | 小林智樹         | 中田正彦                   |

### 放送局
| 放送地域     | 放送局              | 放送期間                 | 放送日時           | 放送区分     | 備考             |
| ------------ | ------------------- | ------------------------ | ------------------ | ------------ | ---------------- |
| 千葉県       | チバテレビ          | 2009年4月5日 - 9月27日   | 日曜 25:35 - 26:05 | 独立UHF局    |                  |
| 台湾         | アニマックス アジア | 2009年4月5日 - 9月27日   | 日曜 24:35 - 25:05 | CSチャンネル |                  |
| 香港         | アニマックス アジア | 2009年4月5日 - 9月27日   | 日曜 24:35 - 25:05 | CSチャンネル |                  |
| シンガポール | アニマックス アジア | 2009年4月5日 - 9月27日   | 日曜 24:35 - 25:05 | CSチャンネル |                  |
| フィリピン   | アニマックス アジア | 2009年4月5日 - 9月27日   | 日曜 24:35 - 25:05 | CSチャンネル |                  |
| インド       | アニマックス アジア | 2009年4月5日 - 9月27日   | 日曜 24:35 - 25:05 | CSチャンネル |                  |
| 神奈川県     | tvk                 | 2009年4月6日 - 9月28日   | 月曜 23:00 - 23:30 | 独立UHF局    |                  |
| 大阪府       | テレビ大阪          | 2009年4月7日 - 9月29日   | 火曜 25:30 - 26:00 | テレビ東京系 |                  |
| 埼玉県       | テレ玉              | 2009年4月8日 - 9月30日   | 水曜 25:30 - 26:00 | 独立UHF局    |                  |
| 日本全域     | キッズステーション  | 2009年5月21日 - 11月19日 | 木曜 24:30 - 25:00 | CSチャンネル | リピート放送あり |

アニマックス アジア（台湾・香港・シンガポール・フィリピン）では日本放送最速地域と同時刻放送されている。
インターネットのニコニコアニメチャンネルでも毎週水曜19時頃に最新話が無料で配信された（最速局のチバテレビより3日遅れ）。

### Webラジオ
テレビアニメ開始に関連したインターネットラジオ。テレビアニメ公式サイト（#外部リンク参照）およびニコニコアニメチャンネルで配信された。
パーソナリティ
- 後藤邑子（リアンノン役）（愛称：お嬢）
- 石井真（アルサル役）（愛称：まこっつ）

#### リニューアル前
2009年4月13日に番組リニューアルするまでは、ラジオのタイトルが毎回変わっていた。全8回（第0回含む）。
ラジオタイトル
| 回    | 配信日         | タイトル                                                                              |
| ----- | -------------- | ------------------------------------------------------------------------------------- |
| 第0回 | 2008年11月29日 | ティアティアステーション（仮）                                                        |
| 第1回 | 2008年12月22日 | ティアーズ・トゥ・ティアラ〜ゆうことまことの冠番組〜                                  |
| 第2回 | 2009年1月12日  | ティアーズ・トゥ・ティアラ〜ゆうことまことの仁義なき兄弟!?〜                          |
| 第3回 | 2009年1月26日  | ティアーズ・トゥ・ティアラ ゆうことまことの危ないラジオ!                              |
| 第4回 | 2009年2月9日   | ティアーズ・トゥ・ティアラ ゆうことまことの往生せいや!（お嬢だけに）                  |
| 第5回 | 2009年2月23日  | ティアーズ・トゥ・ティアラ ゆうことまことの胸キュンラジオ〜マブイお嬢とハクいまこつ〜 |
| 第6回 | 2009年3月9日   | ティアーズ・トゥ・ティアラ ゆうことまことの壊れかけのラジオ                           |
| 第7回 | 2009年3月27日  | ティアーズ・トゥ・ティアラ ゆうことまことの俺たちゲール族                             |

エピソード
- 2009年2月14日、ワンホビ9にて公開録音が行われた。

#### リニューアル後
2009年4月13日より番組リニューアルし、タイトルが固定となり番組回数も1から再開した。また音泉でも毎週月曜日に配信開始された。
毎回違う外国語の挨拶で番組を始めているのが特色となっている。また、まこっつのラップ風な歌が聴くことができる。
- タイトル：真・ティアーズ・トゥ・ティアラジオ
- 配信：2009年4月13日 - 2009年10月2日（毎週金曜日）（全26回）
- パーソナリティ：後藤邑子（通称お嬢・リアンノン役）・石井真（通称まこっつ・アルサル役）

ゲスト

- 第3回・第4回・第13回・第14回・第25回・第26回 大川透（アロウン役）
- 第5回・第6回 小清水亜美（リムリス役）・清水愛（エルミン役）
- 第7回・第8回 名塚佳織（スィール役）
- 第9回 Suara（OP主題歌）
- 第10回 小野涼子・小暮英麻（ToHeart2 より）
- 第11回・第12回 浅井清己（エポナ役）
- 第15回・第16回 沢城みゆき（リディア役）
- 第17回 小林智樹（監督）・岩佐がく（アニメーションプロデューサー）
- 第19回・第20回 清水愛（エルミン役）
- 第21回・第22回 浜田賢二（ガイウス役）
- 第23回・第24回 中原麻衣（モルガン役）・植田佳奈（ラスティ役）

## コミック版
月刊コミックアライブ（メディアファクトリー）2009年4月号から2010年8月号まで、本作を元にした漫画版が連載された。担当は城爪草。

## 関連商品
限定品は除く
漫画
- ティアーズ・トゥ・ティアラ 花冠の大地 （著：城爪草、発行：メディアファクトリー）
  1. 2009年6月23日発売、ISBN 978-4-8401-2581-9
  2. 2009年12月12日発売、ISBN 978-4-8401-2957-2
  3. 2010年7月23日発売、ISBN 978-4-8401-3348-7

小説
- てぃあてぃあ。（著：藤浪智之、挿絵：高野うい・佐々木亮・かつまれい・祐馬、発行：ハーヴェスト出版）
  1. いち 2009年7月15日発売 ISBN 978-4-434-13303-9
  2. にぃ 2009年8月20日発売 ISBN 978-4-434-13402-9
  3. さん 2009年9月20日発売 ISBN 978-4-434-13403-6

ガイドブック
- ティアーズ・トゥ・ティアラ -花冠の大地- ザ・コンプリートガイド（発行：アスキー・メディアワークス、2008年9月10日発売、ISBN 978-4-04-867283-2）

CD
- オリジナルサウンドトラック（発売元：フィックスレコード、販売元：キングレコード、2008年9月26日発売）
- TVアニメイメージCD「origo cunctarum rerum」（発売元：ランティス、2009年3月4日発売）
- TVアニメオープニングテーマ「Free and Dream」（発売元：フィックスレコード、販売元：キングレコード、2009年4月22日発売）
- TVアニメエンディングテーマ「Blue sky, True sky」（発売元：ランティス、販売元：バンダイビジュアル、2009年4月22日発売）
- TVアニメオリジナルサウンドトラック Vol.1（発売元：ランティス、販売元：バンダイビジュアル、2009年6月24日発売）

フィギュア
- コトブキヤより、1/8スケールの塗装済み完成品フィギュアが発売されている。リアンノン、オクタヴィア、エルミンの3種。
- グッドスマイルカンパニーより、ねんどろいどシリーズで、2009年10月発売された。アロウン、リアンノンの2種。

## その他
対戦型格闘ゲーム『AQUAPAZZA』にプレイヤーキャラクターとして「アロウン」と「リアンノン」と「モルガン」、パートナーキャラクターとして「オクタヴィア」と「ラスティ」と「スィール」（スィールのみ業務用のバージョンアップ版から追加）が参戦。またステージBGMとして初源の歌（アヴァロン城）とTears to Tiara（りんご並木）のアレンジ版が使用されている。